# Odranec pravý
Odranec pravý (Synanceia verrucosa) je mořská ryba, žijící v mělkých vodách teplých moří podél celého obratníku Kozoroha. Je nazýván „kamennou rybou“ vzhledem ke svému dokonalému maskování. Ryba je 25–50 cm veliká, nepravidelného tvaru, s povrchem těla připomínajícím korál nebo kámen. Je vysoce jedovatá, jedové žlázy má v paprscích hřbetních ploutví. Její jed je nebezpečný i pro člověka, ročně zahyne přes dvacet plavců, kteří náhodou šlápnou na zpola zahrabaného odrance. Odranec je schopen přetrvat až 24 hodin zahrabaný v písku na pláži.
Jed je bílkovinné povahy, způsobuje rozpad tkáně, ochrnutí až srdeční zástavu. Proti jedu existuje protilátka, ale musí být podána do několika hodin. Doporučuje se poraněnou nohu ponořit do horké vody – jed je inaktivován teplem.
Potrava: Odranec jí malé ryby a korýše. Loví tak že sedí nehybně na dně a čeká na kořist, kdýž proplave kolem tak na ni zaútočí. 
Druh byl popsán roku 1801 (Bloch and Schneider). Další příbuzné druhy:
- Synanceia alula Eschmeyer and Rama-Rao, 1973
- Synanceia horrida (Linnaeus, 1766)
- Synanceia nana Eschmeyer and Rama-Rao, 1973
- Synanceia platyrhyncha Bleeker, 1874